# Гаптени
Гапте́ни (англ. hapten) — низькомолекулярні молекули, що можуть зв'язуватись з антигенним детермінантом/епітопом, але які самі не є антигенними (через малий розмір), аж поки не утворять комплекс з антигенним носієм (відповідною макромолекулою, зокрема такою як протеїн).
Гаптенами є, наприклад, динітрофеноли, фосфорилхоліни та декстран.